# Megachirella
Megachirella – rodzaj wymarłych jaszczurek, najstarszy poznany przedstawiciel łuskonośnych występujący w środkowym triasie, ok. 240 mln lat temu. Jedynym jak dotąd opisanym gatunkiem z tego rodzaju jest Megachirella wachtleri. Jego szczątki odnaleziono w północnych Włoszech. Miał ok. 20 cm długości. Polował na drobne zwierzęta lądowe, głównie owady, prawdopodobnie prowadził nadrzewny tryb życia.